# 夢見館の物語
『夢見館の物語』（ゆめみやかたのものがたり）は、1993年12月10日にセガから発売されたメガCD用3Dアドベンチャーゲーム。開発はシステムサコムが行い、音楽は野見祐二が担当している。
北米では『Mansion of Hidden Souls』、欧州では『Yumemi Mystery Mansion』のタイトルで発売された。

## 概要
当時セガが提唱していた、CD-ROMの特性を活かし動画を積極的に用いた新ジャンルのゲーム「バーチャルシネマ」の、『ナイトトラップ』（1992年、国内では1993年）に続く第2弾。一般的なジャンル表記で言えばアドベンチャーゲームにあたる。
主人公の少年を操作し、迷い込んだ森の中の謎の館から脱出する事を目的としている。3次元的表示で表現された閉鎖された館の中を、ユーザーの操作である程度任意に動き回れるのが特徴で、全編が主人公視点での映像で展開される。それ以外の文字情報やアイコンの使用はごくわずかに留められている。
いくつかの特定の行動をするか、午前零時になる前に館を脱出できないと、兄妹ともども蝶にされてしまい、ゲームオーバーとなる。序盤は時間の概念は無いが、アイテムの懐中時計を入手して以降は、操作をする毎に作中時間が経過するようになる。なお、時計を入手した時点での時刻は、それまでの行動に関係なく一律で午後11時である。何も操作を行わなかった場合は、実時間がいくら経とうとも作中時間は進まない。作中時刻は、アイテム選択時に懐中時計を表示させるとその盤面から分かるほか、午後11時15分・30分・45分を経過した直後で自力行動が可能となった際に、懐中時計が自動的に表示される。
後にセガ・ミュージック・ネットワークスによるPC向けのゲームソフト配信サービス「セガゲーム本舗」で、2004年6月1日から6月30日にメガCDソフトのテスト配信として1か月間無料提供された後、メガCDソフト配信第1弾として2004年12月1日から2006年9月30日まで提供された。また、2022年10月27日に発売の復刻ゲーム機メガドライブミニ2に収録された。
続編として、セガサターン用ソフト『真説・夢見館 扉の奥に誰かが…』（1994年）、および外伝的作品として『月花霧幻譚〜TORICO〜』（1996年）がある。

## ストーリー
ある満月の夜、森の中で光る蝶を見つけた幼い兄妹。妹は、その光る蝶を追って行ってしまう。兄が妹を追って森の奥へと進むと、昨日まではなかったはずの館へとたどり着く。扉を開け館に入った兄は、どこからか響く妹の声を聞く。そして、つい先程開いた扉は硬く閉ざされ、その館へと閉じ込められてしまう。
その森には、伝説があった。森の奥にある楡の木には、怖い悪魔が住んでいるということ。そして、光る蝶を追っていった者は、自分も同じ蝶になってしまう、ということ…。

## 登場人物
登場人物の名前は全員不明。また、狩人以外は作中での呼称も存在しない。本項では、エンディングで表示されるキャストの役名の日本語訳を登場人物名としている。
少年
声 - 折笠愛
本作の主人公。光る蝶を追っていった妹を追い、見知らぬ館に迷い込む。蝶になった妹を助け出し、一刻も早く館から出るのが目的。
本編は彼の視点で進行するため、作中でその姿は、ゲームオーバー時に蝶にされた際の姿以外登場しない。声も、オープニングデモや、ゲーム開始直後の館に入った際にセリフがあるものの、以降は声を発する機会は、本を読む、使用しようとしたアイテムが使えない旨を喋る、等、限定的である。
少女
声 - こおろぎさとみ
少年の妹。光る蝶を追って、館の中に入っていってしまうことで自分までもが蝶になってしまう。
本編中では序盤は行方不明、以降は館を出るまで蝶になったままで、人間としての姿はエンディングのみの登場である。声も、オープニングデモの他、序盤はどこかから聞こえてくるものの、蝶にされて以降は喋らない。
賭博師
声 - 竹口安芸子
館にいる蝶のうちの一人。ビリヤード台やトランプ、ダーツなどが散在する部屋に住んでいる。初老程度かそれ以上の年齢と思しき女性で、主人公を「おチビちゃん」呼ばわりする。おせっかい焼きで、主人公に呆れながらも、事ある毎にヒントを提示してくれる。
画家
声 - 松本保典
館にいる蝶のうちの一人。青年と思しき男性。描きかけの絵画や画材が多数ある部屋に住んでいる。自ら望んで蝶の姿になり、現状にはそれなりに納得しているが、少なからず悔いてもいる様子がうかがえる。
淑女
声 - こおろぎさとみ
館にいる蝶のうちの一人。若年と思しき女性。少女趣味な調度品で統一された部屋に住んでいる。館での生活を満喫しているが、話し相手がいない事に不満を感じている模様。
蒐集家
声 - 有本欽隆
蝶の標本や書物で満たされた部屋に住んでいる、老人かそれに近い年齢と思しき男性。蝶の美しさに一方ならぬ思い入れがあるようで、自身でもその姿を手に入れたことに、心の底から満足している。主人公に対しても蝶の美しさを説き、その姿になることを強く勧める。
ピアニスト
声 - 折笠愛
小さなステージに、ピアノなどの楽器や音叉が置かれた部屋に住んでいる。落ち着いた物腰などから、若年から中年の間と思しき女性。何かしらの理由で蝶になったものの、その事や蝶になる直前の出来事にかなりの後悔があるようで、主人公にも蝶になる前に館を出ることを強く勧める。
狩人
声 - 堀内賢雄
館の主。館を訪れた人間たちを蝶の姿にした張本人。主人公が祖母から聞いた昔話では「怖い悪魔」とされているが、その正体や意図は不明。
物語中盤、蝶にされた妹を主人公が取り戻すと現れ、館の意味を滔々と語る。
「狩人」の呼び名は自称ではなく、館の住民たちが勝手に付けたものらしい。当人は「洒落た名前」と捉えており、気に入っている模様。

## 移植版
| No. | タイトル     | 発売日             | 対応機種                               | 開発元         | 発売元 | メディア                        | 型式              | 備考           |
| --- | ------------ | ------------------ | -------------------------------------- | -------------- | ------ | ------------------------------- | ----------------- | -------------- |
| 1   | 夢見館の物語 | 2004年12月1日      | Windows                                | システムサコム | セガ   | ダウンロード （セガゲーム本舗） | -                 | メガCD版の移植 |
| 2   | 夢見館の物語 | INT 2022年10月27日 | メガドライブ ミニ2 SEGA Genesis Mini 2 | エムツー       | セガ   | プリインストール                | HAA-2524 MK-16310 | メガCD版の移植 |

## スタッフ
- コンピュータグラフィックス：S.S.D.
- 音楽：野見祐二
- 効果音：S.S.D.
- ミュージック・エフェクト：野見祐二
- ボーカル・レコーディング：AUDIO・タナカ
- コーディネーター：小野木圭一、高林久弥
- スーパーバイザー：デヴィッド・S・ストーン
- ディレクター：デヴィッド・プラスコン

## 評価
- ゲーム誌『ファミコン通信』の「クロスレビュー」では8・7・8・9の合計32点（満40点）でゴールド殿堂入りを獲得した[3]。レビュアーからは「コストパフォーマンスと謎解きの強引さは気になる」「もっと長く遊べる長いお話の続編を絶対出してください」など、ボリュームの少なさに対する否定的な意見が見られた。一方、グラフィックに関しては「CGのデキが、現在の家庭用ゲーム機の水準で考えると出色のデキ」「移動するときもスムースにアニメーションする」「ありとあらゆることが、まるで自分が体験しているかのように感じる」「思い切り雰囲気に酔える」と絶賛する声が多数あった。ゲーム性に関しては「絵がキレイなだけのふつうのアドベンチャーゲームという印象」と否定的な意見や「館で繰り広げられるすべての現象が、遊ぶ者の心をとらえて離さない」などと肯定的な意見もあり、賛否が分かれる結果となった[5]。

- ゲーム誌『メガドライブFAN』の読者投票による「ゲーム通信簿」での評価は以下の通りとなっており、24.3点（満30点）となっている[4]。

| 項目 | キャラクタ | 音楽 | お買得度 | 操作性 | 熱中度 | オリジナリティ | 総合 |
| 得点 | 3.8        | 4.2  | 3.7      | 3.8    | 4.2    | 4.6            | 24.3 |

- ゲーム本『メガドライブ大全』（2004年、太田出版）では、「実写を取り込んだCDの粗さが、いかにも心象風景をほうふつさせる。夢と現実が溶け合う、幻想的な気分に浸れる」「シネパックの錆びた動画を、幻想的な雰囲気に美しくマッチさせた、これぞメガCDの奇跡」と、グラフィックの粗さが雰囲気を出している事を高く評価している[6]。